# Война за независимость Сомалиленда
Война́ за незави́симость Сомалиле́нда (сомал. Dagaalkii Xoraynta Soomaaliland, букв. Сомалилендская освободительная война) — восстание, развязанное Сомалийским национальным движением (СНД) против правительства Сомалийской Демократической Республики во главе с бывшим генералом Мохаммедом Сиадом Барре. Формально началось с основанием СНД 6 апреля 1981 года и закончилось провозглашением независимой республики Сомалиленд 18 мая 1991 года. Данный конфликт, наряду с прочими идущими в то время восстаниями в Сомали, привёл к коллапсу Сомалийской Демократической Республики в январе 1991 года. Причиной к восстанию послужила жёсткая политика Сиада Барре по отношению к одному из главных кланов севера Сомали — исаак. Данная политика была введена в действие вскоре после катастрофической для Сомали войны за Огаден.
Во время этого конфликта сомалийское правительство проводило кампанию геноцида против клана исаак с явными целями решения «проблемы исаак». Барре приказал проводить обстрелы и воздушные бомбардировки крупных городов на севере и систематическое разрушение жилищ клана, поселений и водозаборов, особенно сильно пострадали из-за этого города Харгейса и Буръо.

## Предыстория

### Создание Сомалийской республики
Первым сомалийским государством, получившим независимость от колониальных держав, был Сомалиленд, бывший британский протекторат Британское Сомали. Он получил независимость 26 июня 1960 года. На его территории большинство населения составляют представители клана исаак, значительное присутствие здесь также имеют кланы дир и дарод. Остальная часть того, что стало известно как Сомалийская республика, была на тот момент бывшей итальянской колонией и существовала как Подопечная территория Сомали.
Независимый Сомалиленд по итогу просуществовал всего несколько дней, 1 июля он воссоединился с Подопечной территорией для создания Сомалийской республики. Отныне Сомалиленд именовался северным или северо-западным регионом Сомалийской республики, а бывшая итальянская колония называлась югом. Однако объединение двух государств оказалось проблематичным на раннем этапе, когда было обнаружено, что два государства были объединены в соответствии с различными актами объединения. Недавно объединённый парламент Сомалийской республики незамедлительно принял новый Акт об объединении всего Сомали. Юг оказал сильную поддержку этому акту, на севере же этот акт был широко отвергнут. На референдуме, который состоялся 20 июня 1961 года, население крупнейших городов севера проголосовало против ратификации конституции: Харгейса (72 % против), Бербера (69 %), Буръо (66 %) и Эригабо (69 %). После получения таких результатов число проголосовавших было резко преувеличено до 1 951 660, из которых только 100 000 голосов были подсчитаны на севере. Таким образом, на севере было насчитано в 2 раза меньше голосов, чем ожидалось, а на юге — в 4 раза больше. Это указало на фальсификацию выборов, ещё одним подтверждением этого стала небольшая южная деревня Ванлавейн возле Могадишо, где число голосов «за» превысило всё число голосов на севере.

### Восстание 1961 года
Большинство политических должностей в Сомалийской республике стали занимать южане. Так, политиками с юга были заняты пост президента, пост премьер-министра, более двух третей высших постов в кабинете министров и два высших поста в вооружённых силах и полиции. Это вызвало опасения, что бывшее государство Сомалиленд может стать заброшенным форпостом.
Помимо этой напряжённости, были также личные обиды среди нескольких офицеров севера. Они считали, что офицеры с юга, которые были назначены их начальниками после объединения, были плохо образованы и непригодны для командования военными частями. Вдобавок предполагалось, что правительство предпочитало опираться на офицеров с юга, прошедших подготовку в Италии, а не на офицеров с севера, обученных британцами в Сандхерсте.
Группа из 24 младших офицеров, в том числе несколько человек, прошедших обучение в Великобритании, в конечном итоге сговорилась положить конец союзу между Сомали и Сомалилендом. Одним из заговорщиков был Хусейн Али Дуале, который и после восстания занимал важные посты в Сомали, но ещё позже, после провозглашения независимости севера, стал министром финансов Сомалиленда. Заговорщики заявили, что они пользуются поддержкой генерала Дауда Абдулле Хирси, главы Вооружённых сил Сомали.
Когда заговорщики подняли восстание в декабре 1961 года, они хотели захватить крупные города в Сомалиленде. Одна группа младших офицеров захватила контроль над радиостанцией в Харгейсе, объявив о своих намерениях и о том, что их поддерживает генерал Д. А. Хирси. Другая группа заговорщиков подняла восстание в городе Буръо, но это закончилось безуспешно.
В Могадишо были удивлены восстанием, но реакция центрального правительства была быстрой. Генерал Хирси заявил по радио Могадишо, что он не участвовал в восстании, после чего унтер-офицеры северного происхождения выступили против участников переворота в Харгейсе. Лоялисты вернули себе радиостанцию, убив одного участника переворота. Восстание было подавлено в считанные часы. 23 выживших участника переворота были арестованы.
Хотя восстание не было поддержано населением севера, местные жители по-прежнему сочувствовали участникам переворота. Таким образом, правительство проявляло гибкость и терпимость в отношении севера страны. Заговорщиков предали суду, и британский судья оправдал их, мотивируя это тем, что законного Акта Союза не существовало. Вследствие этого офицеры не могли быть осуждены на основании Закона, а присутствие южан на севере стало юридически сомнительным. В то время в Сомали, как правило, игнорировались более широкие последствия постановления, но позже это стало важным для северян, которые хотели оправдать отделение Сомалиленда от Сомали. Несмотря на это, правительство Сомали согласилось с решением британского судьи, в 1965 году всем младшим офицерам была дарована амнистия. Всех их либо сразу восстанавливали в вооружённых силах, либо им давали короткие сроки и освобождали.
Таким образом можно заметить разницу в обществах севера и юга Сомали. До военного переворота 1969 года кланы севера постепенно приобретали экономическую и политическую мощь на юге. Исаак не стал исключением, кульминацией для них стало возведение на должность премьер-министра Мохамеда Хаджи Ибрагима Эгаля, представителя этого клана.

### Военный переворот 1969 года и власть Сиада Барре
21 октября 1969 года, спустя несколько дней после убийства президента Шермарка Абдирашида Али (которое, вероятно, произошло по личным причинам), в Сомали произошёл бескровный военный переворот, в результате которого к власти пришли крайне левые военные во главе с генералом Мохамедом Сиадом Барре. Сомалийская республика была упразднена, вместо неё была учреждена Сомалийская Демократическая Республика. В стране была установлена военная диктатура. Армия запретила политические партии, приостановила действие конституции и закрыла Национальное собрание, генерал Сиад Барре стал главой государства и председательствовал в высшем революционном совете. Новый режим применил жестокий подход к управлению государством. Программа развития ООН заявила, что «21-летний режим Сиада Барре имел один из худших показателей в области прав человека в Африке». Сомали стало государством-союзником СССР и официально приняло «научный социализм» в качестве своей главной идеологии.

### Социальная, политическая и экономическая маргинализация
Недовольство северян условиями объединения продолжалось на протяжении 1960-х годов, но сменявшие друг друга правительства не смогли решить этот вопрос. Политическая маргинализация, которую ощущало большинство северян, усугублялась экономическими лишениями: в 1960-х годах более 95 % всех проектов в области развития и стипендий распределялись на юге. После установления режима Барре к концу 1970-х годов положение севера оставалось печальным: он получал чуть менее 7 % национальной помощи в целях развития. Один из примеров привёл бывший директор Министерства образования Сомалиленда. Он заявил, что передал свой пост в 1966 году, когда в северном регионе было «несколько сотен школ всех уровней, от начальных до колледжей. К последнему году режима Барре не было ни одной школы, функционирующей в полном составе. Большинство зданий были разрушены, а другие превращены в лагеря для беженцев из Эфиопии».
Сосредоточенные в основном на севере голод и засуха 1974/75 гг. способствовали беспорядкам в регионе. Усугубило ситуацию то, что меры правительства по оказанию помощи включали перемещение пострадавших от засухи северян и их переселение в земледельческие и рыболовецкие поселения на юге.

## Предпосылки к войне

### Война за Огаден
Сменявшие друг друга сомалийские правительства ещё с обретения независимости постоянно поддерживали концепцию «Великого Сомали». Барре, чтобы закрепить своё правление и присоединить к Сомали эфиопский регион Огаден с большим количеством проживающих сомалийцев (в основном это были представители клана огаден, подклана дарод), начал войну против Эфиопии в 1977 году. Эта война называлась в Сомали «войной за Западное Сомали». Однако Советский Союз, который в то время был союзником как Эфиопии, так и Сомали, выступил против действий Барре и вместе с Кубой оказал Эфиопии достаточную военную помощь, чтобы та нанесла поражение сомалийским силам и вынудила уйти их из Эфиопии в 1978 году.

### Перемещения исаак и вооружение беженцев
Всё Сомали ощутило на себе влияние поражения в войне за Огаден, однако северный регион испытал большую часть физических и человеческих разрушений из-за своей географической близости к месту боевых действий. Поражение в войне повлекло за собой волну беженцев из Эфиопии (в основном клана огаден и оромо). В 1979 году, по официальным данным, в Сомали было 1,3 миллионов беженцев, более половины из них были расселены на землях исаак на севере. Таким образом, к концу 1980 года примерно каждый четвёртый в Сомали был беженцем. И. М. Льюис отмечал, что «суровым фактом остается то, что экономика страны просто не обладает ресурсами, чтобы поглотить такое количество перемещенных лиц».
Режим Барре использовал присутствие такого большого количества беженцев как средство поиска иностранной помощи, а также как средство для перемещения тех, кого считали враждебно настроенными по отношению к государству, особенно исаак. Организация Human Rights Watch отметила:

Северян увольняли и не допускали к работе в правительственных учреждениях, занимающихся делами беженцев, чтобы они не узнали правду о политике правительства. Вместо этого беженцы, зарегистрированные в УВКБ ООН, получили работу в учреждениях, занимающихся вопросами беженцев.

По мере того, как государство становилось всё более зависимым от международной помощи, ресурсы, выделяемые беженцам, вызывали дальнейшее недовольство местных жителей клана исаак, особенно потому что они чувствовали, что со стороны правительства не было предпринято никаких усилий, чтобы компенсировать им бремя войны. Кроме того, Барре очень благосклонно относился к беженцам из Огадена, которые принадлежали к тому же клану (дарод), что и он. Благодаря этим связям беженцы из Огадена пользовались преимущественным доступом к «социальным услугам, бизнес-лицензиям и даже государственным должностям».
По мере роста выраженной враждебности и недовольства на севере Барре вооружил беженцев из Огадена и завербовал их в сепаратистское формирование Фронт освобождения Западного Сомали, которое ранее принимало участие в войне за Огаден. Вооружённых беженцев использовали против местного населения исаак на севере. Это также упоминается в отчёте Africa Watch:

[Многие] беженцы из Огадена были завербованы в ФОЗС [Фронт освобождения Западного Сомали]. ФОЗС якобы готовился сражаться с Эфиопией, чтобы вернуть Огаден, но на самом деле терроризировал гражданское население исаак, проживающее в приграничном районе, которое стало бояться их больше, чем эфиопской армии. Убийства, изнасилования и грабежи стали обычным явлением.

По сути, подкупая беженцев из Огадена продолжающимся привилегированным обращением и защитой, Барре обеспечивал их лояльность своему режиму за счёт исаак, которых обходили для экономического, социального и политического продвижения.
Поселение беженцев из Огадена на территории исаак и вооружение этих групп (что фактически создало иностранную армию на севере) ещё больше разозлило местное население клана. Вооружённые беженцы вместе с солдатами марехан и долбаханте (которых поощрял режим Барре) начали кампанию террора против местных жителей исаак. Барре игнорировал жалобы клана на протяжении 1980-х годов, это, наряду с подавлением Барре критики или обсуждений широко распространённых зверств на севере, привело к тому, что давнее недовольство исаак превратилось в открытую оппозицию.
Что касается грабежей, то огаденские беженцы из клановой ненависти разграбили дома, покинутые мирными жителями исаак. Враждебность переплелась с классовой ненавистью, поскольку сельские члены клана огаден преследовали предпринимателей исаак с внутренней ненавистью, убеждённые, что их богатство и имущество были незаслуженными.
Инспекционная группа Организации Объединенных Наций, посетившая северные районы в 1988 году, сообщила, что беженцы из Огадена несли оружие, поставленное сомалийской армией. При поддержке сомалийской армии беженцы устроили массовые грабежи в нескольких северных городах.

### Афрад

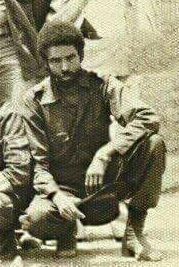
Мохамед Фарах Далмар Юсуф «Мохамед Али» — командир Афрад

Поскольку ФОЗС при поддержке режима Барре продолжал атаковать и совершать зверства против исаак, в сентябре 1979 года на встречу с президентом Барре была отправлена делегация с просьбой положить конец злоупотреблениям ФОЗС. Несмотря на обещания, зверства и преследования не прекратились.
Офицеры исаак стали покидать армию. В конце 1978 года старейшины клана обратились к Барре с просьбой сформировать крыло исаак в ФОЗС, которое могло бы защищать местных жителей. Ополчение было названо «Афрад» («четвёртое подразделение») и сразу же вошло в конфликт с основными силами ФОЗС в приграничных районах. Вскоре после этого офицер исаак арестовал 14 ведущих бойцов ФОЗС в Гобьяре, которые преследовали местное население; они были доставлены в Гебилей и казнены.
В 1980 году командование армией в северных регионах страны со штаб-квартирой в Харгейсе было передано генералу Мохаммеду Хаши Гани, который принадлежал к клану марехан (подклан дарод) и был двоюродным братом президента. Он убрал представителей исаак с важных экономических позиций, лишил Афрад оружия и провёл насильственную переброску этого ополчения подальше от приграничной зоны в Ададли (возле Берберы).

### Массовые аресты волонтёров гражданского общества
В начале 1980-х в Харгейсе набирало силу добровольческое движение, известное как Uffo (что на сомалийском означает «ветер, предшествующий дождю») или просто «группа Харгейсы». Эта группа стала известна благодаря газете, критикующей режим Сиада Барре, и помощи в госпитале Харгейсы. Однако в течение тринадцати недель, начиная со 2 ноября 1981 года, 29 членов группы в разное время были арестованы за «подрывную деятельность».
19 февраля, после предъявления обвинения в связи с судебным разбирательством, которое должно было начаться на следующий день, распространились слухи о том, что главари группы будут приговорены к смертной казни, и студенты собрались в Харгейсе, чтобы выразить протест. Последовал бунт, который длился три дня. Солдаты правительства открыли огонь, генерал Гани послал танки и бронетранспортёры для подавления беспорядков. За три дня погибло не менее пяти студентов, ранены многие другие.
Годовщина дня студенческого протеста до сих пор отмечается как dhagaxtuur (бросание камней). Africa Watch сообщила:

арест группы Харгейсы и суд над ними в феврале 1982 года радикализировали студенческое сообщество и фактически превратили школы в зоны боевых действий между правительством и студентами.

Было арестовано свыше 200 протестующих, суд был отложен до 28 февраля. Все слушания заняли два дня, обвиняемым не разрешили защищаться или вызывать собственных свидетелей. Четырнадцать человек были приговорены к срокам от двадцати лет до пожизненного заключения, шестеро получили сроки от трёх до восьми лет, а остальные девять были освобождены за «отсутствием улик».

## Образование Сомалийского национального движения
В 1977 году группа сомалийских эмигрантов клана исаак в Джидде Саудовской Аравии начала собирать средства для запуска газеты, которая должна будет освещать события в Сомали. Первоначально группа не добилась успеха из-за неопределённости в том, какой организацией они должны быть — политической партией или чем-либо менее определённым. Однако позже группа смогла собрать деньги от сторонников.
В 1980 году стало известно о других группах в Эр-Рияде, Дахране и Эль-Хубаре, которые работают в том же направлении. После этого каждые 3 месяца члены этих групп устраивали встречи для обсуждения ухудшения ситуации в Сомалийской Демократической Республике после войны за Огаден.
Первоначально группа была известна как Сомалийское исламское демократическое движение, однако из-за разногласий название было изменено на Сомалийское национальное движение.

### В Великобритании

Эмблема СНД

В 1980 году несколько человек переехали из Саудовской Аравии в Лондон, так как там более благоприятный политический климат: в Саудовской Аравии создание любого политического движения или ассоциации запрещено законом. Более того, и Сомали, и Саудовская Аравия являлись членами Лиги арабских государств, а Саудовская Аравия экономически поддерживала Сомали. Было решено объединиться с другими сомалийскими организациями в Великобритании (с Сомалийской лондонской ассоциацией, Сомалийской ассоциацией социального обеспечения, Сомалийской национальной партией [а также с членами Сомалийского студенческого союза]) и официально создать Сомалийское национальное движение. Группа обратилась к сомалийским сообществам Великобритании, особенно в Лондоне, Кардиффе, Шеффилде, Манчестере и Ливерпуле, они сыграли большую роль в сборе средств и распространении информации о нарушениях прав человека при режиме Сиада Барре.
Сомалийское национальное движение было официально основано в Коннот-холле в Лондоне 6 апреля 1981 года. Целью движения стало свержение диктатуры Сиада Барре. На этой пресс-конференции присутствовало от 400 до 500 сомалийских эмигрантов. В четырёхстраничном пресс-релизе также критиковались коррупция и хаос при режиме Барре и излагались доводы в пользу свержения режима для восстановления справедливой и демократической системы.
СНД выступало за смешанную экономику и нейтральную внешнюю политику, поэтому отвергало союз с Советским Союзом или Соединёнными Штатами и призывало к демонтажу всех иностранных военных баз в регионе. Однако в конце 1980-х годов была принята прозападная внешняя политика, и организация начала выступать за участие США в делах Сомали после падения режима Барре. СНД было описано как «одно из самых демократичных движений в Африке».
18 октября 1981 года состоялась конференция СНД, на которой присутствовали 14 делегатов из Великобритании, Саудовской Аравии и стран Персидского залива, а также лондонский руководящий комитет. 27 октября конференция выпустила пресс-релиз, сопровождаемый подробным «позиционным документом» под названием «Лучшая альтернатива», в котором, среди прочего, провозглашалось, что «любой сомалиец, который верит в цели и принципы СНД… имеет право на членство».

## Первоначальный ход боевых действий

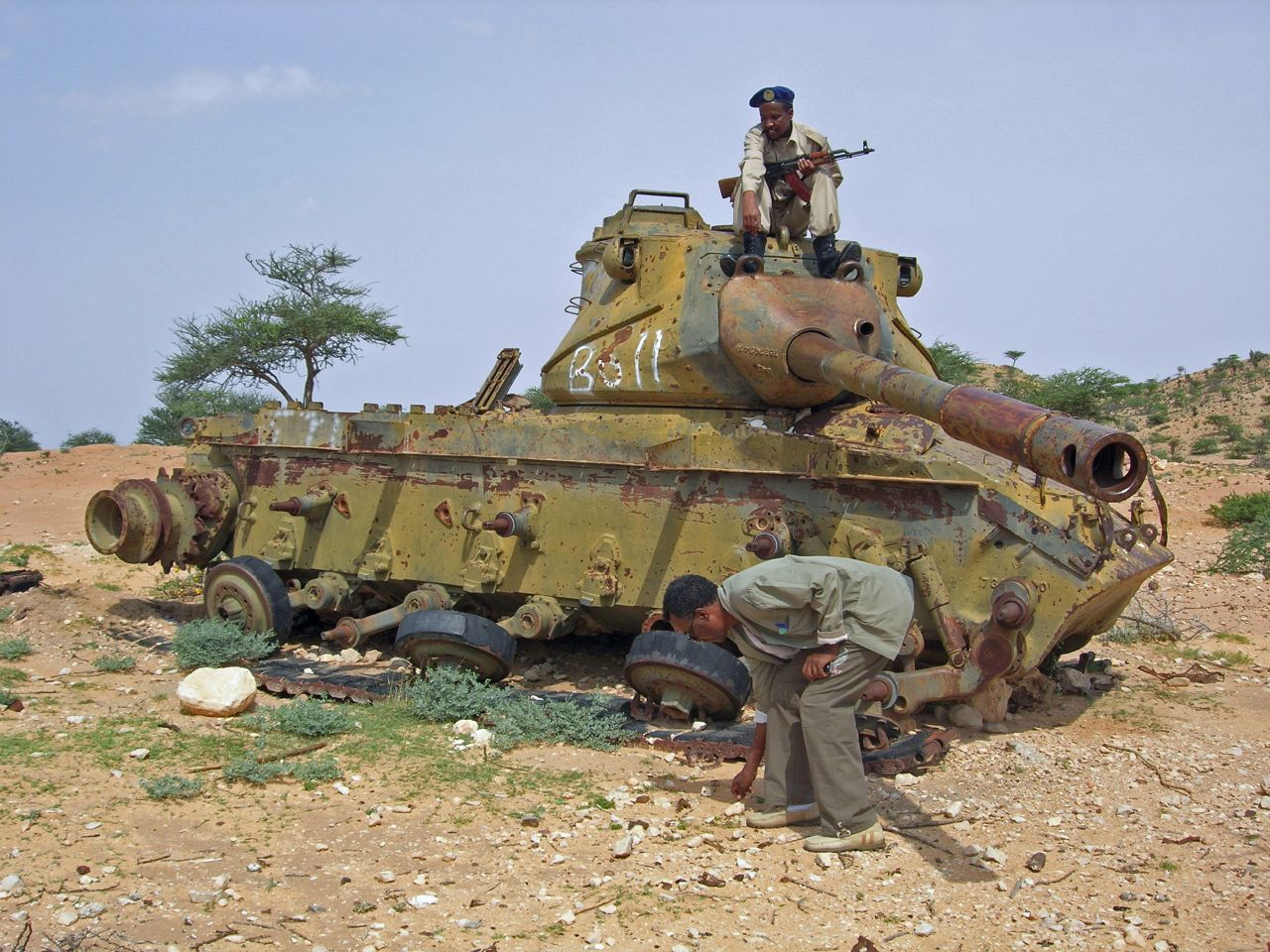
Разрушенный танк M47 в Сомалиленде

### Закрепление СНД в Эфиопии
После официального образования СНД первые военные офицеры исаак начали выезжать в Эфиопию для создания военного крыла движения. В 1982 году штаб-квартира движения была перенесена в эфиопский город Дыре-Дауа, возле границы с Сомали были установлены 3 военные базы, откуда повстанцы совершали партизанские рейды в регионы Тогдер и Уокойи-Гальбид и возвращались обратно в Эфиопию (тактика «ударил-убежал»). Так, 25 октября 1982 г. бойцы СНД атаковали правительственные войска в городе Тог-Уаджале, убив 10 солдат.
На фоне этих атак завербованные беженцы из Огадена, которые составляли основную часть вооружённых сил Барре, совершали акты геноцида против клана исаак на севере в попытках подавить мятеж. Стало ясно, что режим Барре пометил всё население клана как врагов государства. Чтобы ослабить поддержку СНД среди исаак, правительство приняло политику систематического применения крупномасштабного насилия против местного населения. В отчёте Africa Watch говорится, что эта политика была «результатом конкретной концепции того, как следует вести войну против повстанцев», а логика заключалась в том, чтобы «наказать гражданских лиц за их предполагаемую поддержку атак СНД и отговорить их от дальнейшей помощи». Также было создано военное командование по проведению этнических чисток, известное как «Истребители исаак».
В последующие годы СНД совершило множество тайных военных вторжений на северо-запад Сомали. Хотя эти атаки никогда не представляли прямой угрозы контролю режима над территорией, такие действия, а также смелость и упорство небольших сил постоянно раздражали режим Барре. По словам Хасана Иссе, 1985—1986 годы были наиболее эффективным периодом партизанской войны СНД против сомалийского режима, когда повстанческие операции распространялись на юг при поддержке членов клана дир, которые позже назовут себя «южным СНД».
В первые годы войны СНД функционировало при ограниченной военной и финансовой поддержке извне. Эфиопское правительство предоставляло СНД немного денег, обучение, небольшой запас топлива, боеприпасов и стрелкового оружия. Движение в значительной степени полагалось на использование трофейного оружия и боеприпасов, захваченных у сомалийской армии, а за деньгами обращалось за помощью к исаак. Члены клана в Сомали и из диаспоры по всему миру согласились на финансирование СНД.

### Атака на тюрьму Мандера

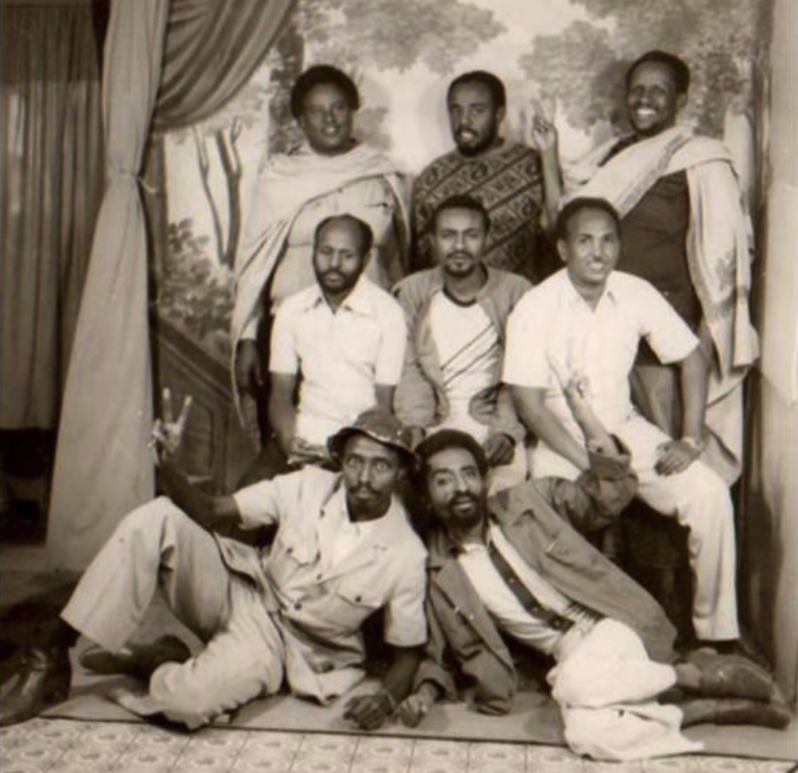
Освобождённые из тюрьмы Мандера северные диссиденты

2 января 1983 года СНД начало свою первую военную операцию против сомалийского правительства. Действуя с эфиопских баз, отряды коммандос под руководством полковника Мохамеда Хаши Дирие, известного как Лихле, атаковали тюрьму Мандера к югу от Берберы и освободили группу северных диссидентов. По данным движения, в результате штурма было освобождено более 700 политических заключенных, однако последующие независимые оценки показали, что сбежало только около дюжины противников правительства. В то же время другие подразделения коммандос совершили набег на склад оружия Ададле недалеко от Берберы и скрылись с неопределённым количеством оружия и боеприпасов. Эта операция была признана «самым ярким первоначальным военным успехом СНД».
Речь Лихле к освобождённым узникам Мандеры:

О узники, вы отовсюду. Сейчас мы вас освободим. У вас есть три варианта на выбор: кто хочет присоединиться к СНД, так как мы боремся с режимом, вы можете прийти и присоединиться к Джихаду; кто хочет пойти и присоединиться к своей семье, мы поможем вам вернуться домой; кто бы ни хотел присоединиться к режиму, вы должны знать, что мы оттеснили их обратно к Абдалю, когда пришли; так что идите к ним, и мы ничего вам не сделаем, пока вы не доберётесь до них. Но будьте осторожны: мы можем напасть на вас позже, и тогда наши пули ранят вас. Поэтому выберите один из этих вариантов.

### Атака на лагерь Бирджех
Ночью 8 апреля 1983 года к северу от старого кинотеатра в Харгейсе был арестован член СНД Абдуллахи Аскара. Сперва он был переведён в штаб-квартиру Сомалийской революционной социалистической партии, утром его перевели в командование 26-й дивизии, которой командовал Хаши Гани. На протяжении своего срока заключения его подвергали пыткам в попытках вытянуть из него секретную информацию об СНД. 12 апреля по случаю 23-й годовщины создания Национальной армии Сомали его должны были вывезти в Совет религии и развлечений в Харгейсе. Планировалось показать его зрителям полуголым и истекающим кровью, представив как побеждённого бойца СНД, развеять слухи о том, что он сбежал из-под стражи в армии и убедиться, что он не пропал без вести, а если бы он отсутствовал, то мало что мог бы сделать.
СНД стало известно об этих намерениях, а потому за день до этого группа из нескольких вооружённых людей во главе с майором Ибрагимом Исмаилом Мохамедом (по прозвищу Кодбур) атаковала военный лагерь Бирджех. В результате перестрелки среди бойцов СНД был убит боец Бихи Хаджи Хасан, а также ранен боец по имени Саид, однако они сумели спасти Абдуллахи Аскара. После этого группа успешно сбежала в Эфиопию.
Успех этой операции, как и нападение на тюрьму Мандера, поднял боевой дух повстанцев. Абдуллахи Аскар позже стал одним из офицеров СНД.

### Угон Boeing 707
24 ноября 1984 года три солдата СНД захватили самолёт Boeing 707 компании Somali Airlines, который летел из Могадишо в Джидду. Всего на борту самолёта было 130 людей: 118 пассажиров и 12 членов экипажа. Среди пассажиров рейса были один американский высокопоставленный дипломат, два итальянца, два гражданина Южного Йемена, гражданин Северного Йемена, египетский дипломат и сотрудник ООН. Боевики угрожали взорвать самолёт в полночь, если сомалийское правительство не выпустит 14 политических заключённых, связанных с СНД, не отправит их в соседнее Джибути и не подтвердит их прибытие туда. Другое требование заключалось в том, чтобы правительство отменило казнь семерых молодых людей и предоставило международные гарантии их безопасности.
Самолёт попытался приземлиться в Адене, однако власти Южного Йемена отказались предоставить самолёту разрешение на это. Впоследствии он совершил посадку в аэропорту Боле возле Аддис-Абебы. Через несколько дней правительство отменило казни и пообещало освободить заключённых. В то же время, самолёт был освобождён.

### Нападение на Буръо-Дуррей
17 октября 1984 года в полдень 400 повстанцев совершили нападение на контингент сомалийской армии, который содержал 1000 человек и 70 транспортных средств и находился в эфиопском приграничном поселении Буръо-Дуррей. В результате атаки было убито 170 солдат сомалийской армии, повстанцы смогли сжечь 11 транспортных средств. Со стороны СНД погибло 27 человек, в том числе ветеран Мохамед Хаши Лихле.

### Голисское наступление
25 ноября 1984 повстанцы предприняли атаку в горной цепи Голис, их основной целью была гора Мерия к северо-востоку от Буръо. Атаковал 1-й батальон, базировавшийся на базе Балидайе. Командовал майор Мохамед Кахин Ахмед, а заместителем командующего был майор Мохамед Авед Бакош.
Бригада была разделена на 3 группы. Западная под командованием Абдуллахи Аскара численностью из 140 человек атаковала западные позиции в регионе Аудаль, в частности, заправочную станцию 26-й дивизии генерала Гани. Восточная под командованием Кахина Ахмеда численностью 130 человек вела атаку в сторону горы Мерия. В горах недалеко от Шиха армию СНД возглавляли Ибрагим Абдуллахи Дегавейне, Махед Али и Ассалан Габахади.
Повстанцы понесли тяжёлые потери, но 27 ноября сумели достичь горы Мерия благодаря хорошему знанию местности. В результате произошедших боестолкновений правительственным войскам был нанесён крупных урон, госпиталь в Буръо был переполнен ранеными и убитыми. В конце концов, нанеся крупный урон правительственным войскам и пройдя расстояние в 300 км, повстанцам удалось добраться обратно до своей базы.

#### Реакция правительства
В ответ на атаку сомалийское правительство начало казни невинных мирных жителей северных регионов страны, обвиняемых в помощи СНД. 20 декабря в Буръо было казнено 45 человек, в том числе учёных и старейшин. Подобные мероприятия прошли также незадолго до начала наступления: 37 человек казнено в Харгейсе 17 ноября, 11 человек казнено в Шихе 19 ноября.

### Харгейса и Буръо
В 1988 году появилась угроза для СНД: Сиад Барре, видя, какие проблемы испытывает его армия, 3 апреля подписал договор с президентом Эфиопии Менгисту, который занял свой пост в сентябре 1987. По договору Эфиопия прекращала поддержку СНД, а Сомали прекращало поддержку повстанческих движений в Эритрее и Тыграе. Бойцы СНД больше не могли оставаться на своих базах в Эфиопии и получать оружие и боеприпасы, и это заставило их принимать срочные решения.

#### Буръо
27 мая 1988 года повстанцы всего за два часа захватили Буръо (на тот момент третий крупнейший город в стране) и освободили политзаключённых из главной тюрьмы города. В руках повстанцев оказались расположенный в аэропорту военный комплекс, где размещалось большое количество солдат, два полицейских участка и несколько правительственных учреждений, где они казнили ряд военных офицеров и должностных лиц.
Правительственные войска отступили к базе Гун-Ад, которая располагалась недалеко от города, и поздно днём перегруппировались и атаковали центр города. По свидетельствам, 27 и 28 мая солдаты Сомали буйствовали, вытаскивая мужчин из своих домов и расстреливая их в упор. Также сообщалось, что мирные жители всех возрастов, собравшиеся в центре города, или те, кто стоял у своих домов и наблюдал за происходящим, были убиты на месте. Среди жертв было много студентов. Сомалийские солдаты также повсеместно занимались мародёрством.
После первых двух дней боёв за город правительственные войска, разочарованные в неспособности сокрушить наступление СНД, начали безудержно нападать на гражданское население, «как будто это был враг». Военные применили тяжёлую артиллерию, танки, базуки, пулемёты, ручные гранаты и другое оружие массового поражения, что нанесло серьёзный ущерб не только населению города, но и различному имуществу.
Счётная палата США заявила, что «согласно сообщениям, сомалийская армия отреагировала на нападения СНД в мае 1988 года с применением чрезвычайной силы, что привело к большим жертвам среди гражданского населения и разрушению Харгейсы и Буръо. В результате 350 000 представителей исаак бежали в Эфиопию, а другие — в соседние страны и другие части Сомали».

#### Харгейса
Харгейса была вторым крупнейшим городом в стране. Это и близость города к Эфиопии делали его центральным пунктом военного планирования сменявших друг друга сомалийских правительств. Предотвращение захвата города стало для сомалийского правительства важной задачей как с точки зрения военной стратегии, так и с точки зрения психологических последствий.
После того, как новости об атаке СНД на Буръо достигли Харгейсы, все банки в городе были закрыты и окружены солдатами, были отключены линии электро- и водоснабжения, в результате чего жителям пришлось набирать воду из ручьёв или с крыш домов (в это время был сезон дождей). Все транспортные средства были конфискованы для контроля за передвижением населения и использования военными и правительственными чиновниками. Высокопоставленные правительственные чиновники эвакуировали свои семьи в Могадишо. Период с 27 по 31 мая был отмечен многочисленными грабежами со стороны правительственных сил. Убийства начались 31 мая, когда начались бои за город.
27 мая был введён комендантский час с 18:00, правительственные войска начали систематические обыски по домам в поисках бойцов СНД. На следующий день комендантский час начался на 2 часа раньше — в 16:00, на третий день в 14:00, в четвёртый день он начался в 11:00.
Ожидая начала боевых действий, люди начали запасаться продовольствием, углём и другими предметами первой необходимости. Правительственные войска разграбили все склады и магазины, причём открытый рынок города был одной из их целей, начались также грабежи мечетей. Значительное число смертей среди населения города произошло во время этих грабежей. Тех, кто отказывался давать ценные вещи или выполнял требования недостаточно быстро, расстреливали на месте. Другой причиной гибели населения был грабёж еды, сообщается, что это произошло из-за того, что солдат не снабжало правительство.

##### Бои за город
СНД начало атаку на Харгейсу 31 мая в 2:15. Первый день или два правительственные войска не использовались в полную силу, так как им нужно было разработать план, с помощью которого они бы смогли нанести СНД поражение. Их контратака началась с применения тяжёлого вооружения. Дальнобойные артиллерийские орудия были размещены на вершинах холмов рядом с зоопарком, а также на холмах за Бадхкой, открытой площадкой, используемой правительством для публичных казней. Оттуда на третий день боёв начались обстрелы города.
Отчёт Human Rights Watch по этому поводу включает показания иностранных сотрудников по оказанию гуманитарной помощи. Одним из них был Жан Метенье, техник французской больницы в Харгейсе, который сообщил журналистам по прибытии в аэропорт Найроби, что «по меньшей мере два десятка человек были казнены расстрельной командой у стены его дома, а трупы впоследствии выброшены на улицы, чтобы служить „примером“». Атаки на гражданское населения явились результатом осознания военными того, что население Харгейсы приветствовало СНД. Это была попытка военных наказать население города за симпатию к повстанцам, а также уничтожить СНД за счёт уничтожения гражданской базы поддержки.

##### Массовые аресты
Правительство, узнав о нападении СНД на Буръо, начало совершать облавы на исаак, опасаясь, что они будут способствовать нападению на Харгейсу. Задержанных доставляли в Бирджих, военный комплекс Малка Мурдуро, центральную тюрьму, штаб-квартиру Службы национальной безопасности Сомали, штаб-квартиру военной полиции и другие секретные центры содержания под стражей. Одними из первых аресту подверглись военные офицеры исаак, даже отставные. Они были отправлены в Могадишо.
По данным Africa Watch, исаак доставляли в уже и так переполненные тюрьмы. Для решения этой проблемы освобождались не принадлежащие к этому клану люди, даже те, кто был приговорён к смертной казни за убийства или связанные с наркотиками преступления. Некоторым из них выдали оружие для охраны задержанных представителей исаак, другие присоединились к армии и участвовали в войне.

##### Бомбардировки и разрушение Харгейсы
Артиллерийские обстрелы города со стороны правительственных войск сопровождались авиаударами. Реактивные истребители Военно-воздушных сил Сомали поднимались из аэропорта Харгейсы и бомбили город дважды за один заход. Также в бомбардировке города принимали участие наёмные пилоты из ЮАР.
Степень разрушения была беспрецедентной, город был разрушен на 70—90 %: 14 000 зданий было разрушено, ещё 12 000 серьёзно повреждено. В сообщениях очевидцев говорится о городе Харгейса как о развалинах, разрушенных до такой степени, что город едва узнают даже его жители.

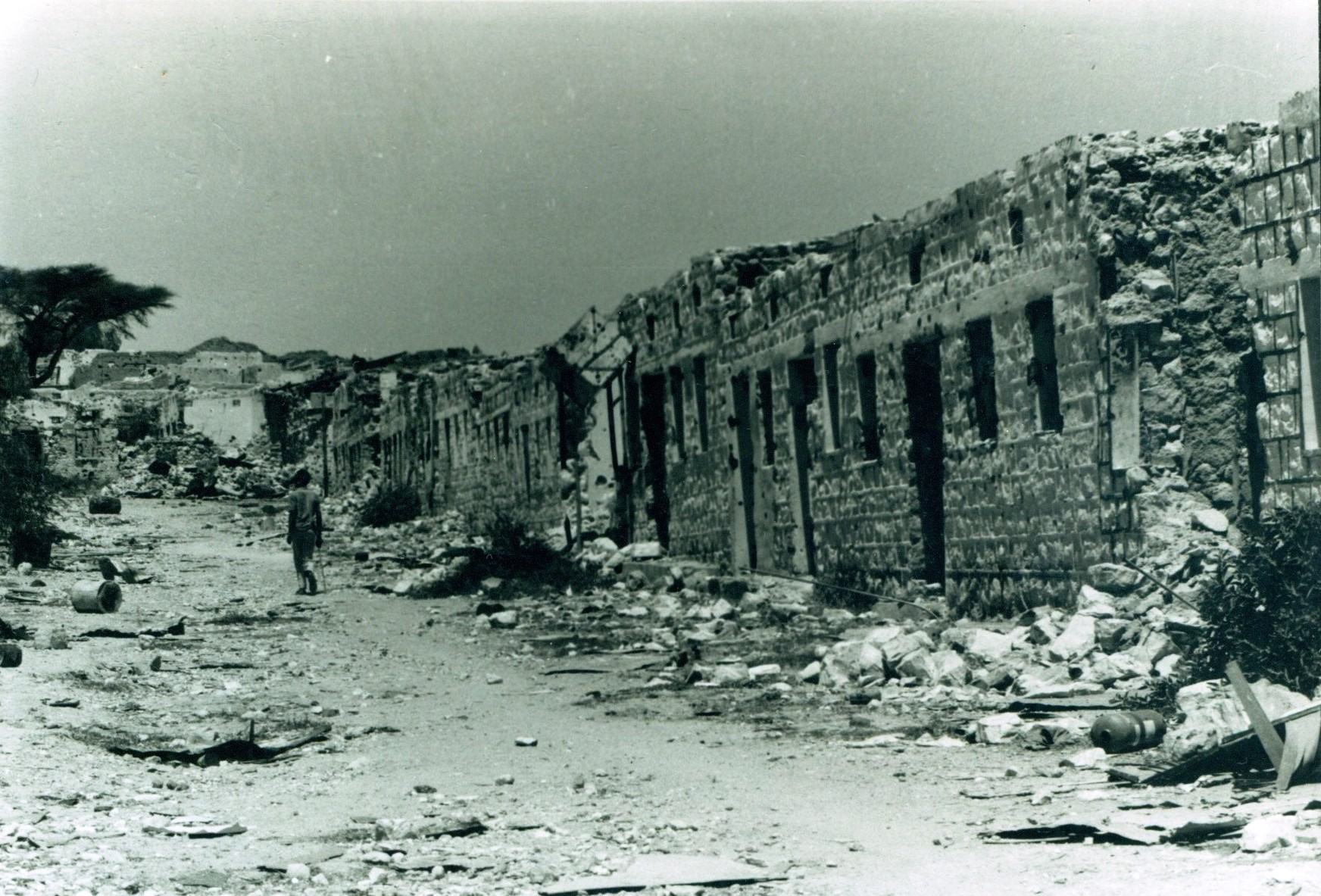
До 90 % всех зданий в Харгейсе было разрушено в результате обстрелов со стороны правительства Сомали

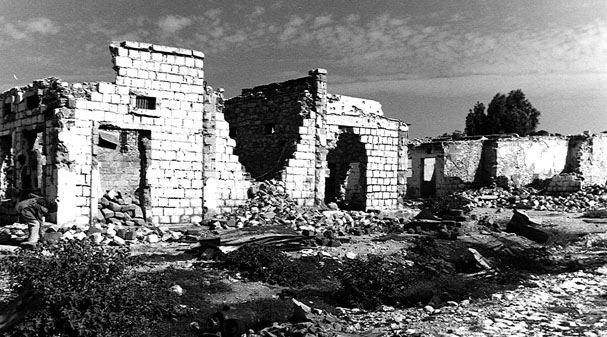
Разрушенные дома в Харгейсе, 1991 год

По оценкам, в Харгейсе и Буръо от бомбёжек и массовых казней с мая 1988 по март 1989 погибло около 50 000 человек. Это вызвало поток сотен тысяч беженцев, они также обстреливались с самолётов. Происходящее всё чаще стали называть геноцидом.
Счётная палата США описывает ситуацию:

Харгейса, второй по величине город Сомали, сильно пострадал в результате артиллерийских и воздушных обстрелов. Наиболее значительный ущерб, по-видимому, был нанесен жилым районам, где концентрация гражданского населения была самой высокой, на рынке и в общественных зданиях в центре города. По оценкам посольства США, 70 процентов территории города было повреждено или разрушено. Наш приблизительный визуальный осмотр подтверждает эту оценку.
Большая часть Харгейсы выглядит как «город-призрак», и многие дома практически пустуют. Имели место масштабные грабежи, несмотря на то, что военные контролировали город с конца июля 1988 года. Нам сказали, что частная собственность была изъята из домов военными в Харгейсе. Дома лишены дверей, оконных рам, бытовой техники, одежды и мебели. Разграбление привело к открытию так называемых «харгейсских рынков» по всему региону, включая Могадишо и Эфиопию, где бывшие жители обнаружили свое имущество. Один наблюдатель заметил, что Харгейсу разбирают по частям. Нам сказали, что после прекращения ожесточенных боев можно было видеть длинные вереницы грузовиков, тяжело груженных товарами из Харгейсы, выезжающих из города и направляющихся на юг, в сторону Могадишо.
По оценкам губернатора Харгейсы, нынешнее население составляет около 70 000 человек, что ниже показателя численности населения до конфликта в 370 000 человек. Однако считается, что нынешние жители Харгейсы не являются бывшими жителями исаак. Наблюдатели полагают, что Харгейса в настоящее время состоит в основном из военных иждивенцев, которые имеют значительное, видимое присутствие в Харгейсе, значительного числа беженцев из Огадена и скваттеров, которые используют имущество тех, кто бежал.
…
Нет никаких признаков того, что сомалийское правительство предприняло какие-либо шаги по восстановлению служб или очистке города от мусора. Однако официальные лица сомалийского правительства активно обращаются к многосторонним и двусторонним донорам за помощью в восстановлении.

СНД пришлось отступать из городов, Харгейса так и не была ими захвачена. 17 июля армия Сомали также вернула под свой контроль Буръо.

#### Деятельность СНД после окончания эфиопской поддержки
Поскольку военная помощь Эфиопии больше не была фактором, успех СНД зависел от своей способности захватывать оружие у сомалийской армии. Повстанцы захватили многочисленные автомобили, такие как Toyota Land Cruiser, у правительственных войск и впоследствии оснастили их лёгким и средним вооружением, таким как 12,7-мм и 14,5-мм пулемёты, 106-мм безоткатные орудия и реактивные установки БМ-21. СНД располагало противотанковыми средствами, такими как советские орудия Б-10 и РПГ-7. Для противовоздушной обороны повстанцы использовали советские 30-мм и 23-мм орудия, несколько десятков советских зенитных установок ЗУ-23-2 и спаренные 30-мм зенитные установки чешского производства. Стрелковое вооружение включало 120-мм миномёты и различные штурмовые винтовки, такие как АК-47, M16 и HK G3. Также содержался небольшой флот, состоящий из вооружённых скоростных катеров, которые действовали из городов Майд и Хайс в регионе Санаг.

## Геноцид клана исаак

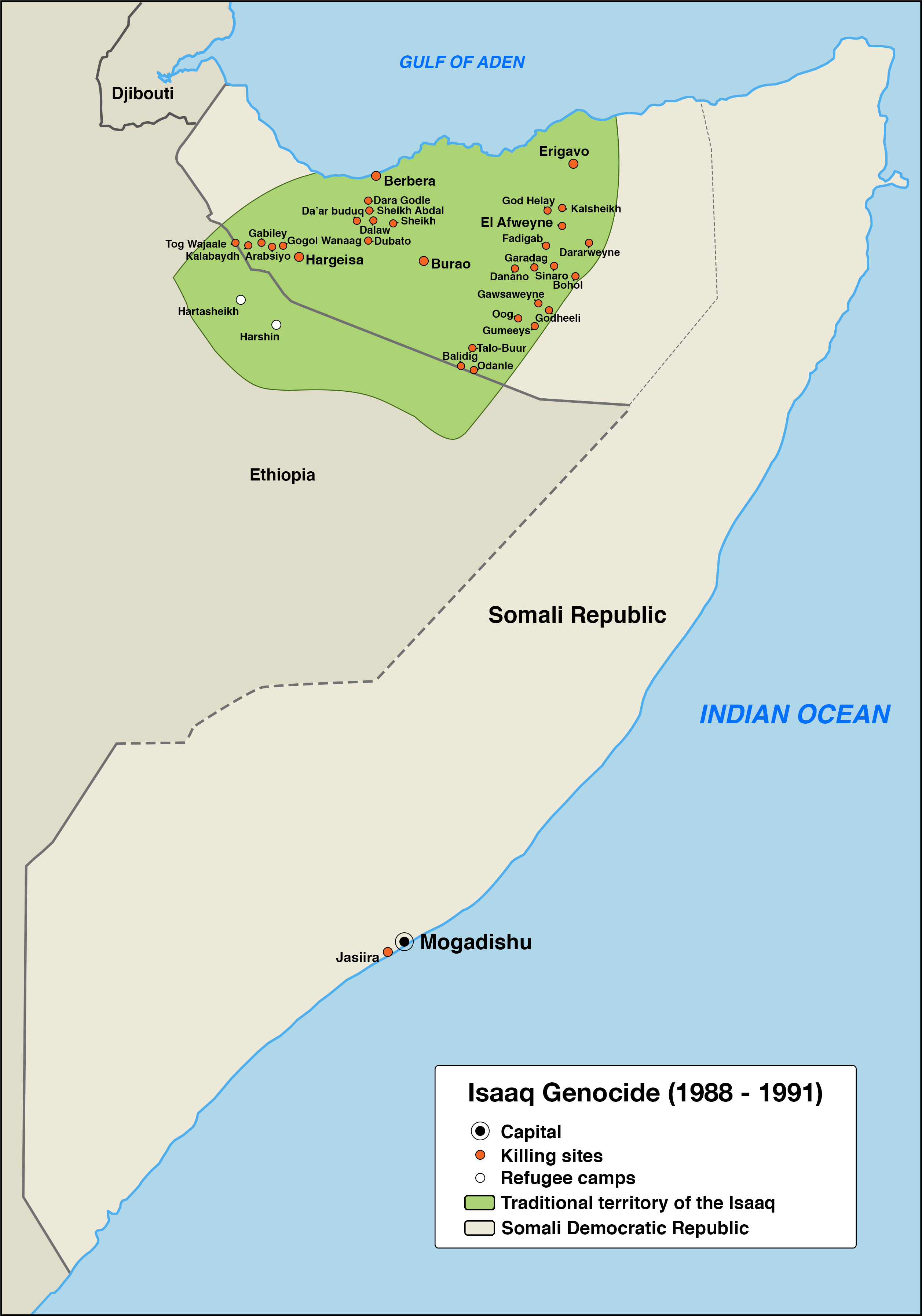
Карта мест, связанных с геноцидом клана исаак. Красными точками обозначены места, где происходили убийства исаак

Режим Барре не остановился на бомбардировках Харгейсы и Буръо и начал повсеместно преследовать население исаак. Происходящее стали называть геноцидом. Алекс де Ваал, Йенс Мейерхенрих и Бриджит Конли-Зилкич в своей статье писали:

То, что началось как контрнаступление против повстанцев Сомалийского национального движения и сочувствующих им лиц и переросло в геноцидную атаку против клана исаак, обернулось распадом как правительства, так и восстания и заменой институционализированных вооруженных сил разрозненной клановой милицией. Кампания геноцида закончилась анархией, а последовавший за этим крах государства породил дальнейшие кампании геноцида со стороны некоторых групп ополчения, которые затем захватили власть на местном уровне.

Общее количество убитых в ходе геноцида оценивается в 50—200 тыс. человек. Действия властей также вынудили стать беженцами 400 тыс. и внутренне перемещёнными 400—500 тыс. человек.

### Бербера
Бербера — второй главный порт в Сомали после Могадишо, расположенный на берегу Аденского залива. СНД не вело наступлений с целью захвата этого города, однако жителей всё равно не обошли аресты и убийства со стороны правительства. По данным Human Rights Watch, «город пострадал от одних из худших нарушений во время войны». Вскоре после начала атаки на Буръо правительственные структуры полностью заблокировали город. Началась повсеместная конфискация имущества, включая еды, багажа и транспорта. Несколько сотен машин были отправлены в Могадишо. Функционировать разрешалось лишь военному транспорту.

#### Массовые аресты

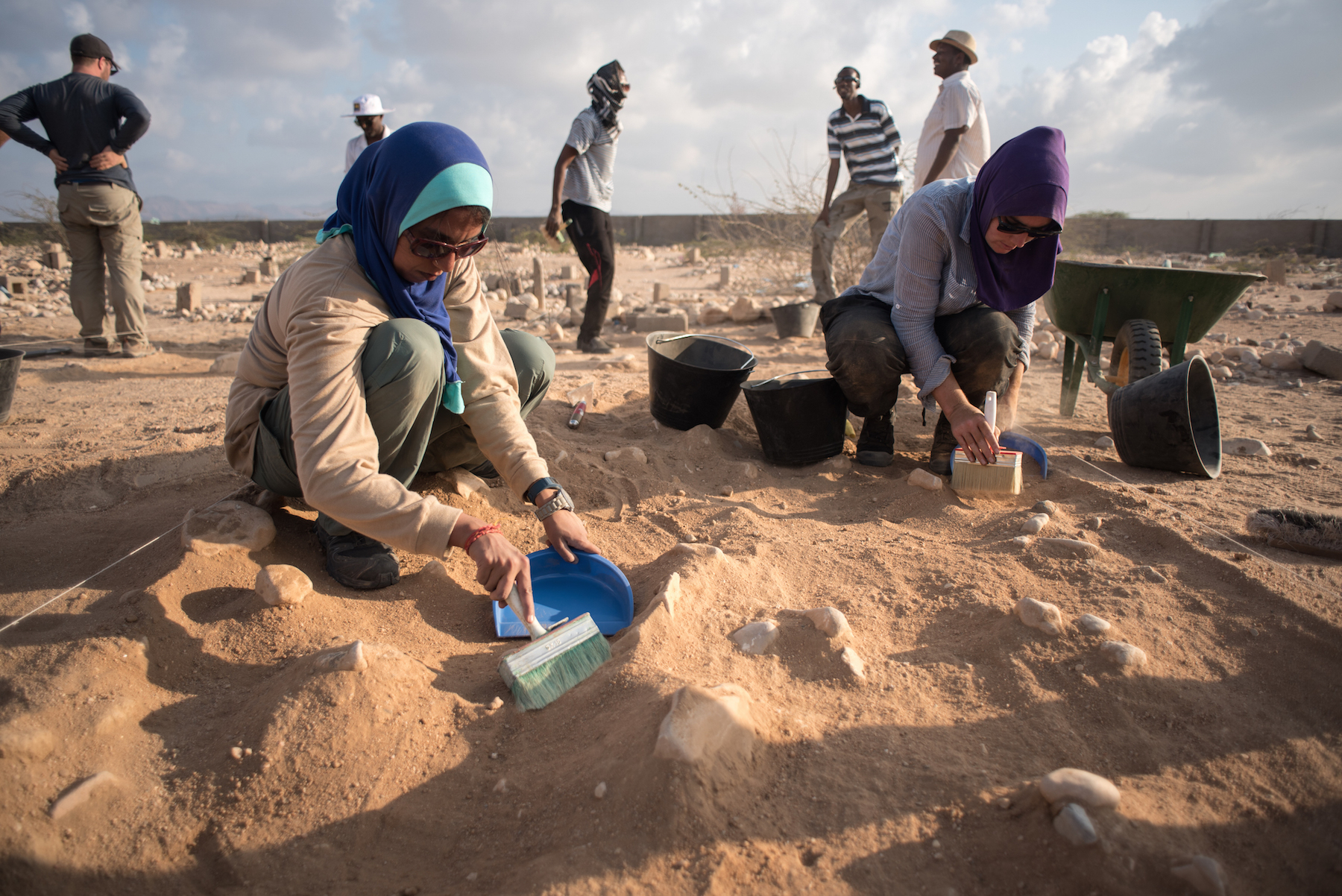
Судебный исследователь вскрывает массовое захоронение в Бербере

Массовые аресты в городе начались сразу после атаки СНД на Буръо. Как и там, множество старейшин и бизнесменов было арестовано из-за опасений правительства в том, что они станут поддерживать наступление на Берберу.
В период с 27 мая по 1 июня самолёты, доставлявшие солдат из Могадишо, перевозили задержанных обратным рейсом. Убийства задержанных начались, когда из Могадишо поступил приказ прекратить передачу задержанных. Аресты обычно происходили ночью и проводились силами Хангаш.

#### Убийства
Способы убийств включали перерезание горла, удушение проволокой, перерезание задней части шеи и избиение дубинками, после чего жертв застреливали. Всего в этом регионе было убито более 700 человек. Убийства происходили ночью в 10 км от Берберы, возле аэропорта. Людей убивали группами по 30—40 человек. Большинство жертв были мужчинами, которые могли сражаться и при желании вступить в СНД, однако было убито и несколько женщин.
В период с июня до конца сентября армия и беженцы из Огадена совершали рейды на поселения между Берберой и Харгейсой. Поселения сжигали, жителей убивали, насиловали, домашний скот конфисковывали, старейшин арестовывали и заключали под стражу. Среди атакованных поселений: Дарбудук (на полпути между Харгейсой и Берберой), Дара-Годле (около 20 км к юго-западу от Берберы), Ших-Абдаль (возле тюрьмы Мандера), Дубато, Далау (к востоку от тюрьмы, в горной цепи Голис) и Ласа-Дауо.
Human Rights Watch также сообщила об аресте правительством 11 мужчин, некоторые из которых были кочевниками, на окраинах Берберы. Их обвинили в том, что они помогали СНД. Командующий морской пехотой Берберы полковник Мусе «Бикиль» вместе с двумя другими высокопоставленными военными офицерами приказал сжечь их заживо. Сожжённые кочевники были похоронены примерно в 10 километрах к востоку от Баталале, общественного пляжа и туристического места в Бербере.
Убийства в Бербере продолжались вплоть до августа 1990 года, когда 20 мирных жителей были казнены в связи с произошедшей засадой СНД. Это показывает, что геноцид здесь продолжался дольше, чем во многих других городах.

#### Аресты и убийства пассажиров исаак на корабле «Эмвийяра»
21 июня в порту Берберы пришвартовался корабль «Эмвийяра». Пассажирами были депортированные из Саудовской Аравии сомалийцы, которых заключили в тюрьму ещё до начала войны. Они были депортированы из-за обвинений саудовских властей в нарушениях в их документах на проживание. Из приблизительно 400 пассажиров всего 29 мужчин представились членами клана исаак, хотя в действительности их было больше. Командующий силами Хангаш в Бербере и его заместители отсортировали и распределили пассажиров в соответствии с их клановой принадлежностью. Исаак доставили на территорию Хангаш, где их вещи и деньги были конфискованы. Некоторые подверглись жестоким пыткам. В результате 8 человек были убиты, остальные 21 заключены в тюрьму в Бербере и позже освобождены.

### Эригабо
Эригабо — центр региона Санаг, находящийся восточнее Берберы возле побережья. Как и в случае с Берберой, Эригабо населён кланом исаак и к тому времени не застал боевых действий, однако жители города также подверглись убийствам и арестам. Сотни людей были убиты практически сразу после начала боевых действий в районе Буръо и Харгейсы. Известно о двух массовых захоронениях в городе.
16 марта 1989 года был на три часа захвачен СНД. Несмотря на соглашение между сомалийскими властями и старейшинами исаак о том, что сомалийские военные не будут участвовать в репрессиях против гражданского населения, после сдачи Эригабо правительственные войска разбомбили город, а затем вошли в него, убив 500 оставшихся исаак. Известно о расстреле 60 старейшин, которые не могли покинуть город из-за горной местности.
«Резкое ухудшение ситуации в области безопасности и прав человека» также вынудило прекратить в регионе Санаг здравоохранительную программу организации Community Aid Abroad (ныне Oxfam Australia). Они опубликовали отчёт, чтобы «привлечь внимание к недавним событиям в Сомали, которые вылились в гражданскую войну, проблемам с беженцами, преследованию значительной части населения по племенному признаку и широкомасштабным нарушениям прав человека». Среди прочего сообщается:

В регионе Санаг сотрудникам CAA военными было отказано в доступе к деревням, а ресурсы проекта, такие как транспортные средства и наркотики, были незаконно присвоены правительственными чиновниками. Это в сочетании с плохой безопасностью сделало невозможным оказание первичной медико-санитарной помощи и поставило под угрозу жизни персонала, что привело к отзыву агентства. Сотрудники проекта часто подвергались преследованиям со стороны военных, даже когда оказывали неотложную медицинскую помощь, и в одном случае были произведены выстрелы.

### Эль-Афуэйн
Город Эль-Афуэйн расположен в регионе Санаг. В октябре 1988 в этом городе и в близлежащих деревнях было убито свыше 300 человек в отместку за гибель офицера, подорвавшегося на мине, заложенной повстанцами.

### Могадишо
Преследование исаак не было ограничено северными городами. В столице страны не было никакой активности СНД, в основном из-за удалённости от севера. Но всё же в Могадишо арестовывали бизнесменов, сотрудников сомалийских авиалиний, армейских офицеров, сотрудников гуманитарных организаций и госслужащих. Более 300 человек держались под стражей в штаб-квартире Службы нац. безопасности, в Годке (тюрьма этой же службы), в военном лагере Салан Шарафта, где проводились военные парады, и в тюрьме Ланта Бур, расположенной в 50 км от Могадишо. Большинство из этих людей выпустили только после того, как их семьи дали взятки.
По распоряжению правительства всем высокопоставленным чиновникам клана исаак запрещалось покидать страну. Людей могли насильственно снимать с рейсов или арестовывать в прямо аэропортах. Также по ночам проводились обыски маленьких отелей столицы, постояльцев из исаак задерживали.

#### Резня на пляже Джазира
В июле 1989 года 47 человек среднего класса посреди ночи были вывезены из своих домов и доставлены на пляж Джазира, что возле Могадишо. Из этих людей лишь один не принадлежал к исаак — его ошибочно приписали к клану. Всех их казнили. Некоторые посчитали, что это был ответ правительства на слухи об участии исаак в недавно прошедших демонстрациях в мечетях, другие посчитали, что это было распространением войны против СНД на юг страны.

## Падение режима Барре
К июню 1989 года СНД активно организовывало нападения на крупные транспортные узлы, препятствуя снабжению военных гарнизонов. В результате режим Барре постепенно потерял контроль над северными районами к декабрю этого же года, за исключением крупных городов, которые находились в активной осаде (Харгейса, Буръо, Бербера и Борама), а повстанцы расширили зону проведения своих операций примерно до 50 км к востоку от Эригабо.
В конце апреля 1989 повстанцы предприняли атаки на ряд населённых пунктов, включая порт Сайла и город Лауякадо, в результате чего была перерезана сухопутная связь Сомали и Джибути. В конце августа были захвачены гавани городов Майд, Хайс и Булхар, а 5 декабря СНД заявило о контроле над Харгейсой (скорее всего, город на тот момент всё же оставался под контролем правительства). К началу 1990 года большинство сил сомалийской армии на севере было отрезано, и могло связываться с Могадишо только по радио или с помощью лодок или самолётов.
9 января 1990 Сиад Барре распустил свой кабинет и сформировал новый. Он состоял в основном из малоизвестных молодых людей, только 7 прежних министров продолжили занимать свои должности в новом правительстве. При новом кабинете ведение боевых действий сомалийской армии стало более вялым. Кроме того, Барре 12 раз обращался к разным респектабельным политическим деятелям по поводу занятия ими поста премьер-министра, но каждый раз получил отказ, после чего, как и прежде, эту должность стал занимать Мохамед Али Самантар.
В конце марта сомалийская армия при поддержке милиции «Хорьял», состоящей из клана гадабурси, вернула контроль над ранее утраченными городами Сайла, Лавьякадо и Лугхайя, однако уже 3 апреля СНД отвоевало все три города.
В это же время режим Барре начал проигрывать гражданскую войну и на юге страны. Объединённый сомалийский конгресс, который был союзником СНД, к середине 1990 года захватил большинство городов и деревень вокруг Могадишо, вследствие чего Сиаду Барре дали прозвище «мэра Могадишо». В декабре этого года ОСК вступил в Могадишо. После четырёх недель боёв в городе силы Сиада Барре были разгромлены, и в январе 1991 года было заявлено об установлении повстанцами контроля над столицей и бегстве президента из страны.
В начале 1991 года СНД, наряду с другими сомалийскими повстанческими группировками с юга, достигло больших успехов. Они захватили Ших, 30 января — Берберу, а в начале февраля — Харгейсу, Буръо и Бораму.

### В регионе Аудаль

Аудаль на карте Сомалиленда

Западный регион Сомалиленда Аудаль в основном населён не исаак, а более лояльными к Сиаду Барре гадабурси и исса. В 1991 году СНД преследовало правительственные войска, бежавшие из Харгейсы в город Дилла, находившийся в этом регионе. Этот город был густонаселён и являлся рынком крупного рогатого скота, и его жители были хорошо вооружены, но они скорее были готовы защищать не войска Сиада Барре, а себя и своё имущество. После ожесточённого боя город пал в руки повстанцев и был разграблен.
Повстанцы продолжили свой путь на город Борама, административный центр региона и главный город гадабурси. В СНД верили, что гадабурси хотят мира, кроме того, ситуация в Бораме была сложной из-за голода и нехватки продовольствия. Когда повстанцы достигли города, его жители увидели в СНД лучшее решение невыносимой ситуации. Тогдашний председатель СНД Абдирахман Ахмед Али Туур приказал торговцам вновь открыть магазины и продавать свои товары по разумной цене.

### В регионе Санаг

Санаг на карте Сомалиленда

Регион Санаг расположен на северо-востоке современного Сомалиленда. Ситуация здесь была особенно конфликтной, так как долгое время исаак, жившие в этом регионе, были лишены своих земель и желали вернуть их обратно. СНД уже долгое время сохраняло присутствие в регионе и содержало небольшой флот в городах Майд и Хайс.
К марту 1991 года Эригабо (административный центр региона) уже оказался в руках подкланов исаак, а именно хабр юнис и хабр джело. Подкланы дарод, а именно долбаханте и варсангели, в целях безопасности отступили на свои территории. Санаг стал самым последним регионом, освобождённым от сил Сиада Барре.

### Помощь Ливии
Действия СНД в 1988 году вынудили Сиада Барре обратиться за помощью к Ливии. Сообщалось, что 7 октября 1988 года самолёт компании Libyan Arab Airlines доставил в Сомали нервно-паралитический газ. Также широко сообщалось, что это химическое оружие Ливия приобрела у Ирана. Могадишо отрицало поставки газа. Однако точно известно, что Ливия поставляла небольшое количество обычного военного оружия и боеприпасов. Но всё же к началу 1989 года стало очевидно, что стратегия сомалийского правительства по использованию поставляемого Ливией оружия для разгрома СНД и других повстанческих групп провалилась.

## Объявление независимости

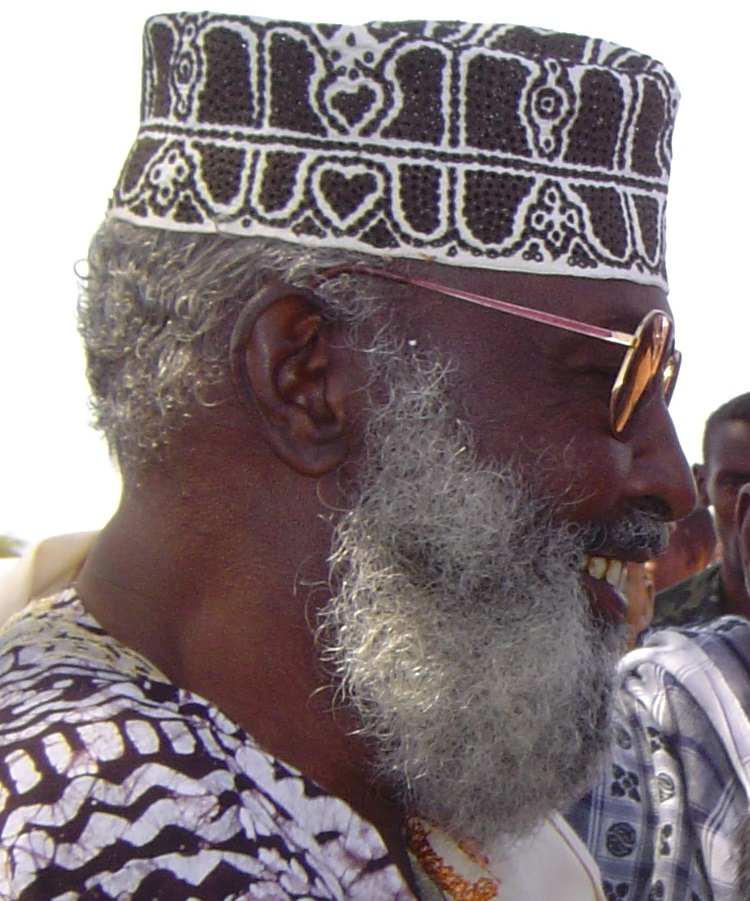
Гарад Кабдикани из долбаханте, который представил идею об отделении Сомалиленда от Сомали

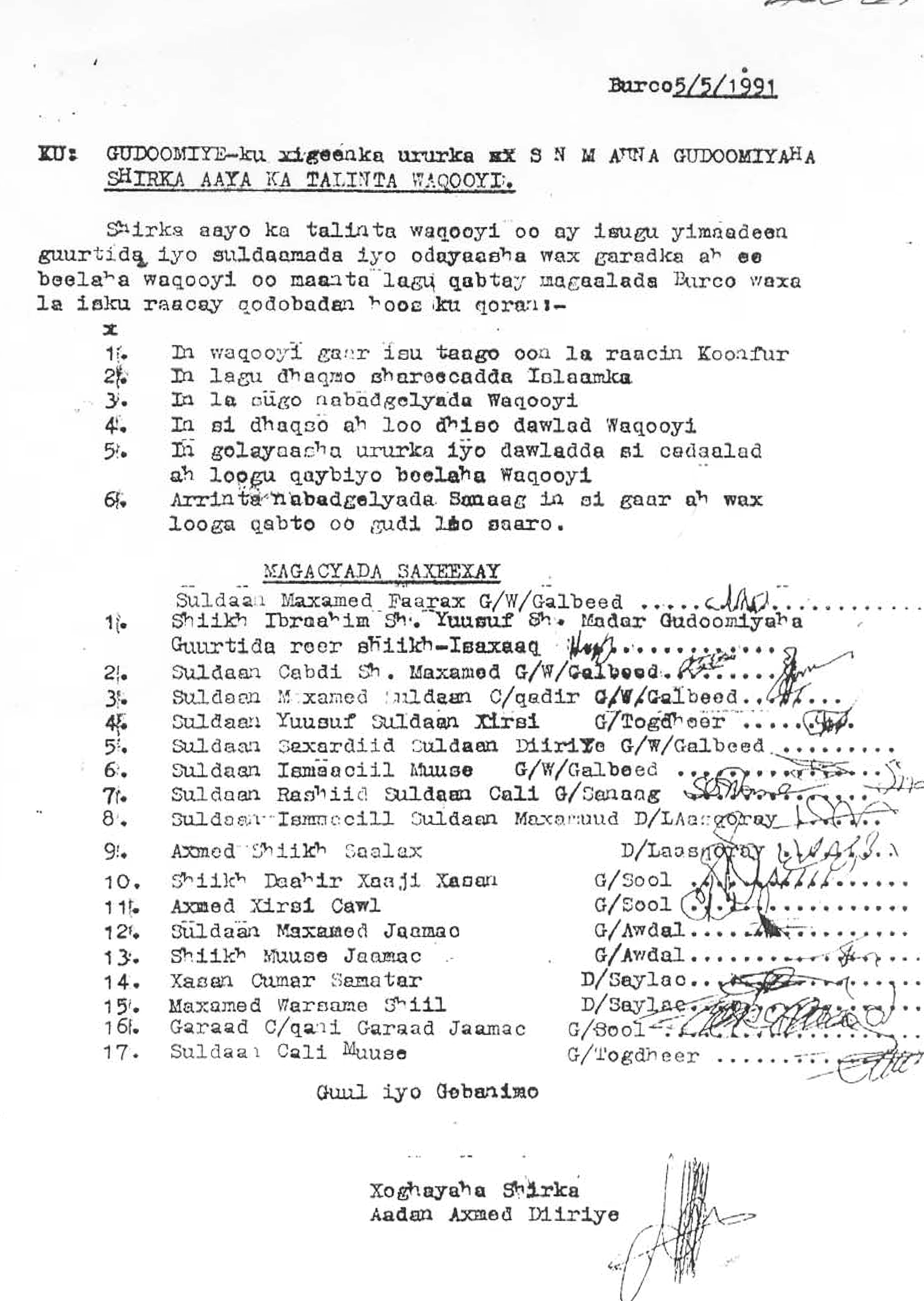
Резолюция от 5 мая «Великой конференции северных кланов»

После установления контроля над севером Сомали в СНД быстро сделали выбор в пользу прекращения боевых действий и примирения с общинами, не принадлежащими к исаак.
При наличии чётких двусторонних соглашений о прекращении огня с племенами гадабурси и долбаханте и безоговорочного принятия ситуации со стороны исса и варсангели следующим шагом была консолидация этих соглашений и переход к коллективному обсуждению вопроса о создании административного потенциала. С 15 по 27 февраля 1991 в Бербере проходила мирная конференция для установления доверия между исаак и прочими кланами, которые сражались на стороне правительства. Боевые действия на севере Сомали окончились.
Следующим шагом стала «Великая конференция северных кланов», проходившая в Буръо с 27 апреля по 18 мая с целью окончательного установления мира на севере. В ходе переговоров было решено объявить полную независимость от Сомали в границах бывшего государства Сомалиленд. Известно, что сперва в СНД не было чёткой политики по этому вопросу, однако геноцид Барре против исаак усилил аргументы в пользу отделения. На переговорах первым предложил эту идею гарад Кабдикани Гарад Джама, возглавлявший делегацию долбаханте.
В мае 1991 СНД объявило о независимости Сомалиленда и о формировании временной администрации под руководством СНД, в соответствии с которой Абдирахман Ахмед Али Туур был избран править сроком на два года. Окончательно независимость была объявлена 18 мая.

## Послевоенная независимость
С января по май 1993 года в Бораме проходила конференция старейшин сомалийских кланов. Её целью было избрание нового президента и вице-президента страны. Участие приняли 150 представителей: 88 исаак, 21 гадабурси, 21 долбаханте, 11 варсангели и 9 исса. Конференция предоставила правительству Сомалиленда местную легитимность за пределами владений СНД, тем более что город Борама был населён преимущественно гадабурси, а не исаак.
На этой конференции делегаты согласились учредить исполнительного президента и двухпалатный законодательный орган, в результате чего был избран второй президент Сомалиленда Мохамед Хаджи Ибрагим Эгаль, бывший премьер-министр Сомалийской республики. Эгаль позже был переизбран на второй срок в 1997 году. Вице-президентом стал Туур.
Министерство иностранных дел поддерживает связи с некоторыми иностранными правительствами. Эфиопия также имеет в Харгейсе торговое представительство. Несмотря на всё это, независимость Сомалиленда не признаётся ни одним государством мира. Эта страна является членом Организации наций и народов, не имеющих представительства, правозащитной группы, в состав которой входят представители коренных народов, меньшинств и непризнанных или оккупированных территорий.